# ロベル・オーガスタス・リーブ

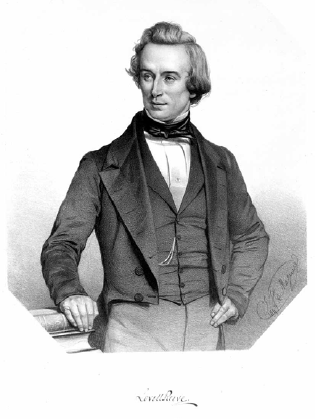
ロベル・オーガスタス・リーブ

ロベル・オーガスタス・リーブ（Lovell Augustus Reeve、1814年4月18日 – 1865年11月18日）は、イギリスの貝類学者、著作家である。

## 略歴
ロンドンの Ludgate Hillの織物商の家に生まれた。ロンドンのストックウェルの学校を出た後、13歳で地元の食料品店の徒弟として働いた。たまたま貝殻を購入したことから、生涯を貝類の研究に捧げることになった。1833年にケンブリッジのイギリス科学振興の集まりに参加し、パリを訪れ、科学アカデミーで軟体動物の分類に関する論文を読んだ。ロンドンに戻って最初の著作、 Conchologia Systematica (「貝類分類学」、2 vols. London, 1841–2)を出版した。
1842年に博物学標本の取引を始め、オランダの役人、ファン・リデルがモルッカ諸島で集めたコレクションを販売した資金で、ロッテルダムで博物学標本を買い付け、友人の援助を受けて、ロンドンのストランドに販売店を開いた。1843年から主著の"Conchologia iconica, or, Illustrations of the shells of molluscous animals" （「貝類図譜」）の発刊をはじめ、この著作は20巻に達し、約27,000の図が掲載された。
1846年にロンドン・リンネ協会のフェローに選ばれ、1853年に地質学会のフェローにも選ばれた。1850年から1856年の間はLiterary Gazetteの編集者、出版人を務めた。1858年に創立した出版社は後に'L. Reeve & Co.'という社名で1980年まで営業を続けた。

## "Conchologia iconica"の図版

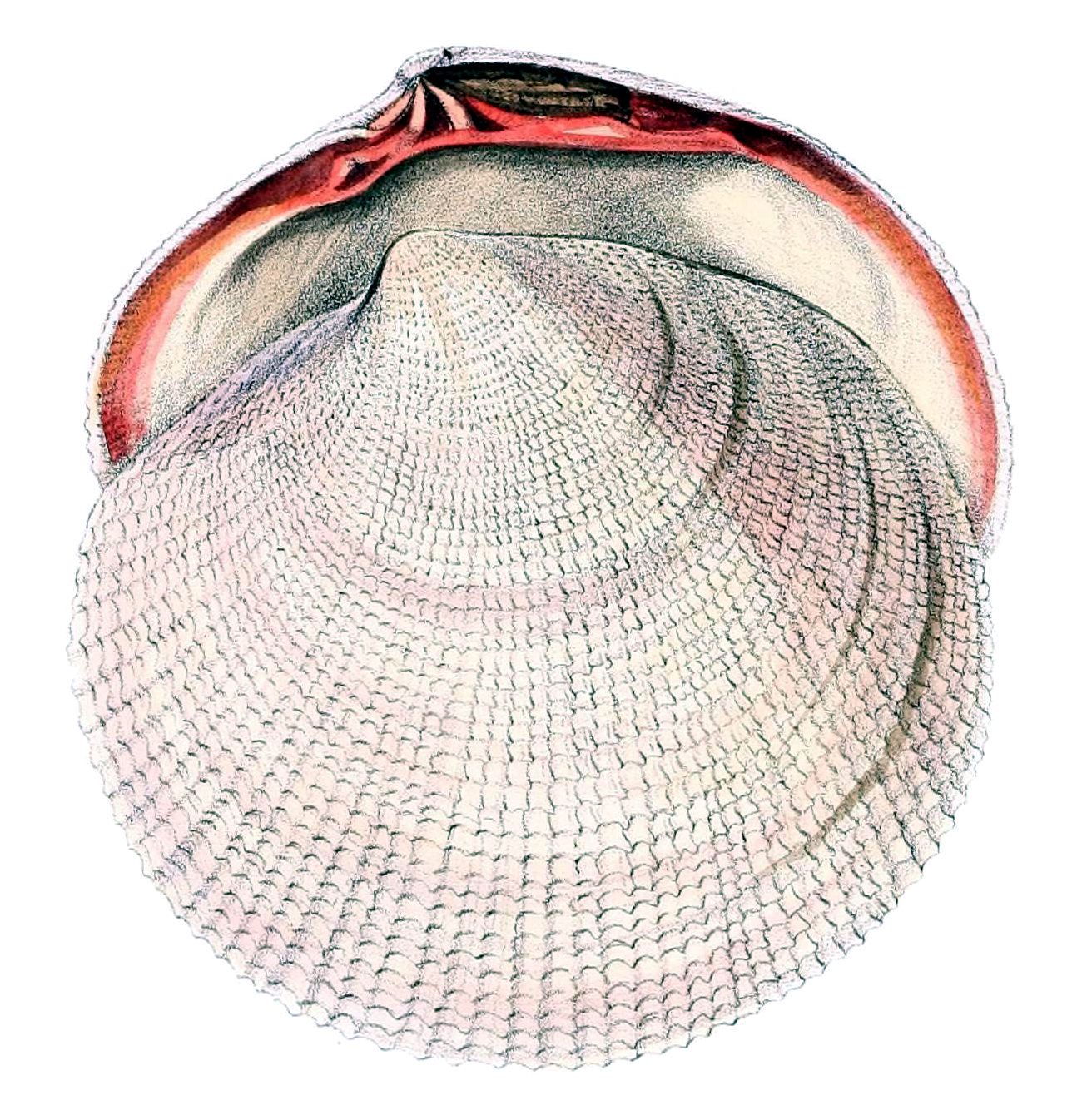
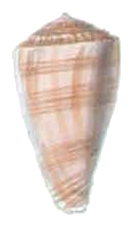
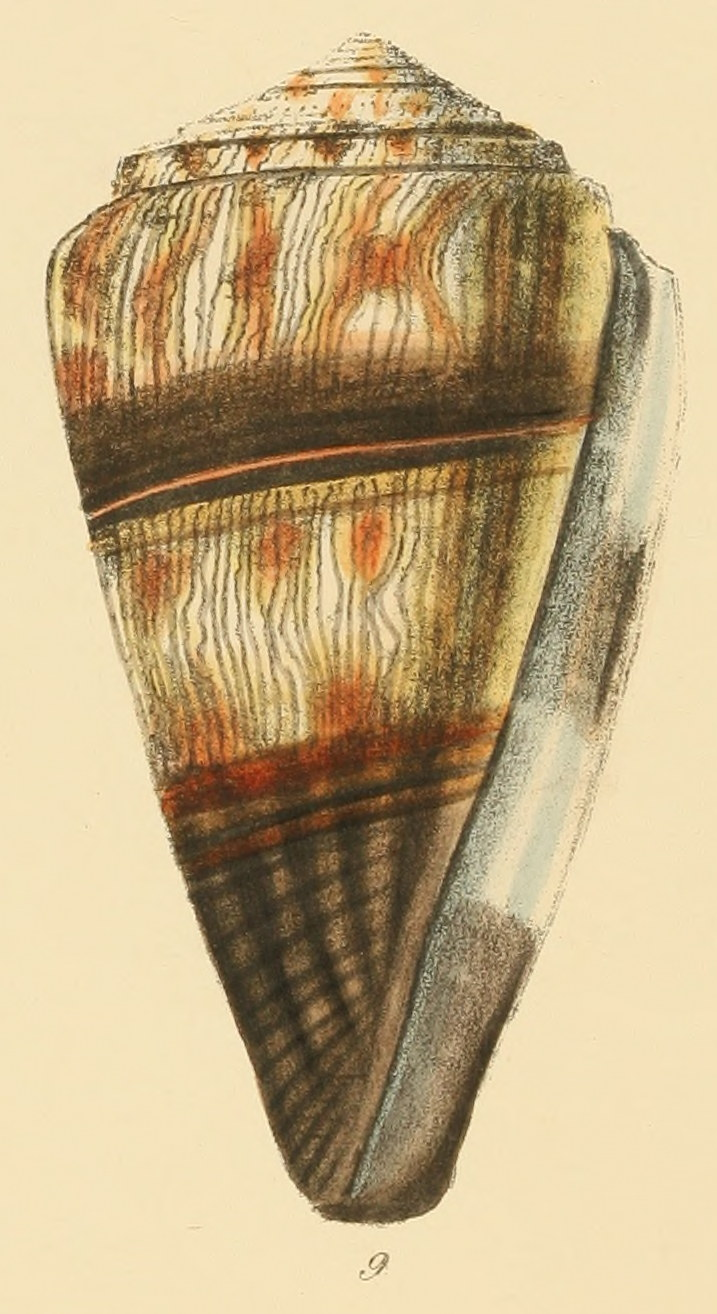
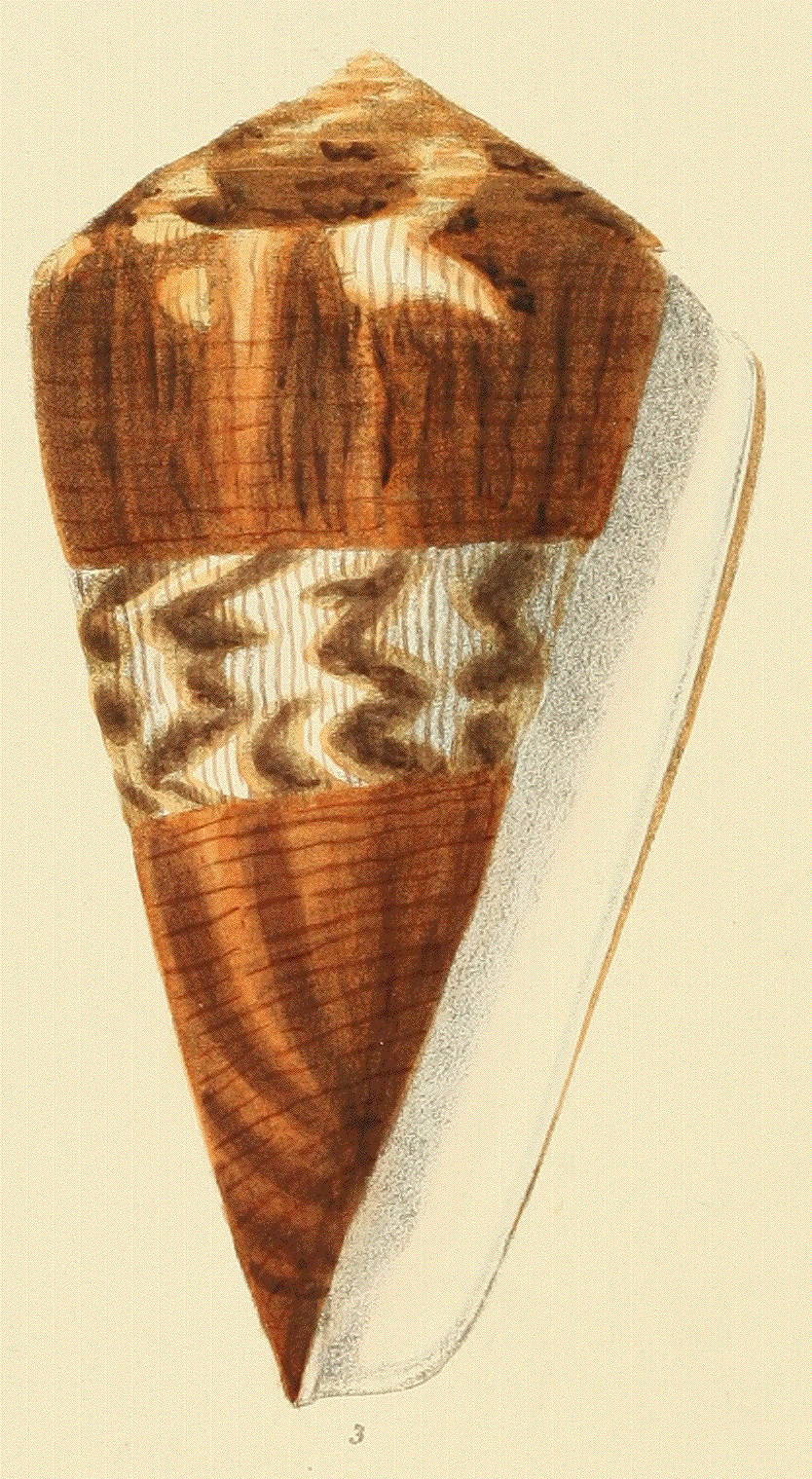
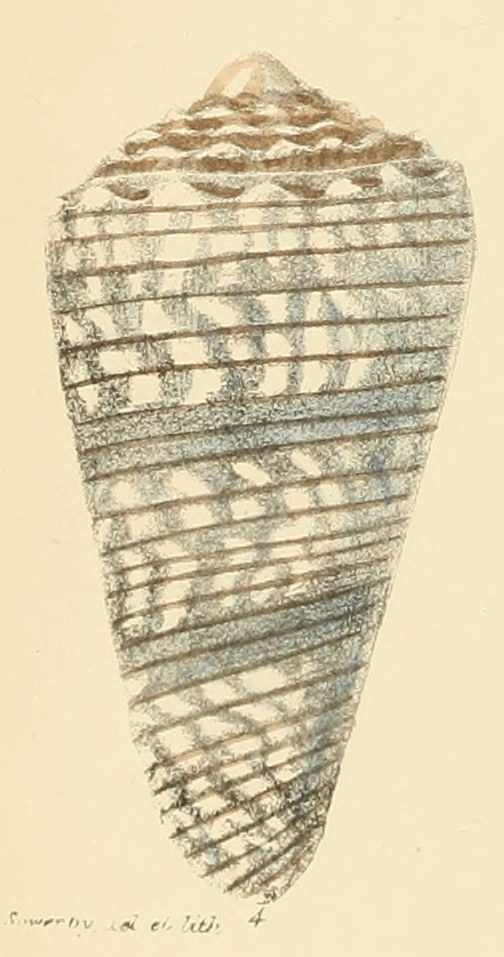
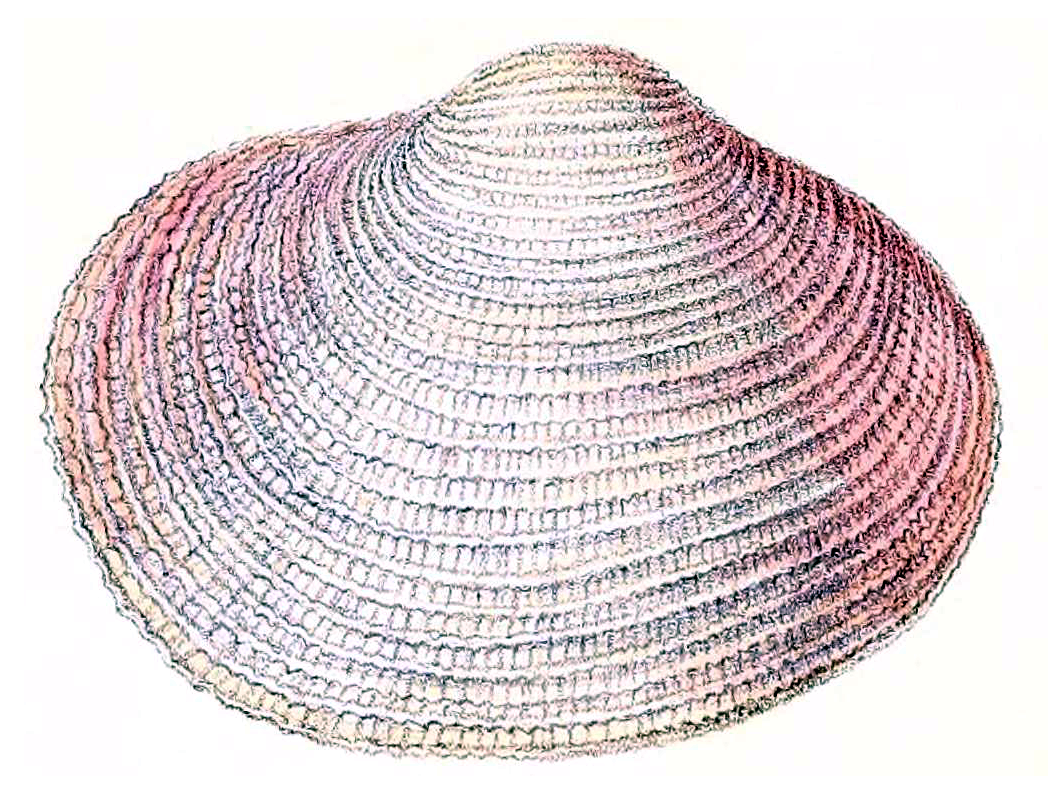
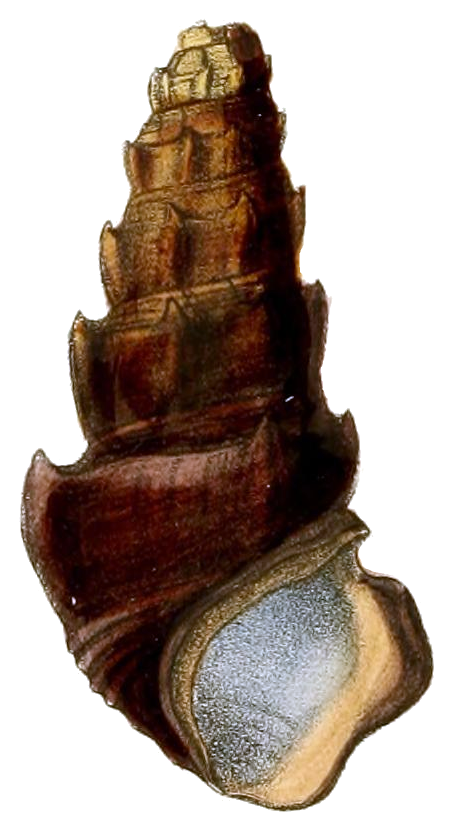
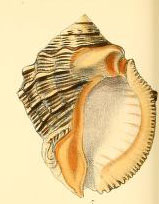
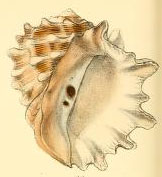

## 著作
- Conchologia iconica, or, Illustrations of the shells of molluscous animals

その他の多数の著作のリストはスペイン語版ウィキペディアを参照。

## 出版者として刊行した著作
- W. Lauder Lindsay A popular history of British lichens : comprising an account of their structure, reproduction, uses, distribution, and classification (xxxii + 352 p.) (1856)
- George Brettingham Sowerby II Popular British conchology : A familiar history of the molluscs inhabiting the British Isles (1854)
- Thomas Moore (1821–1887) en 1855 A Popular History of the British Ferns and the Allied Plants (1855)